# Duchessa di Rothesay

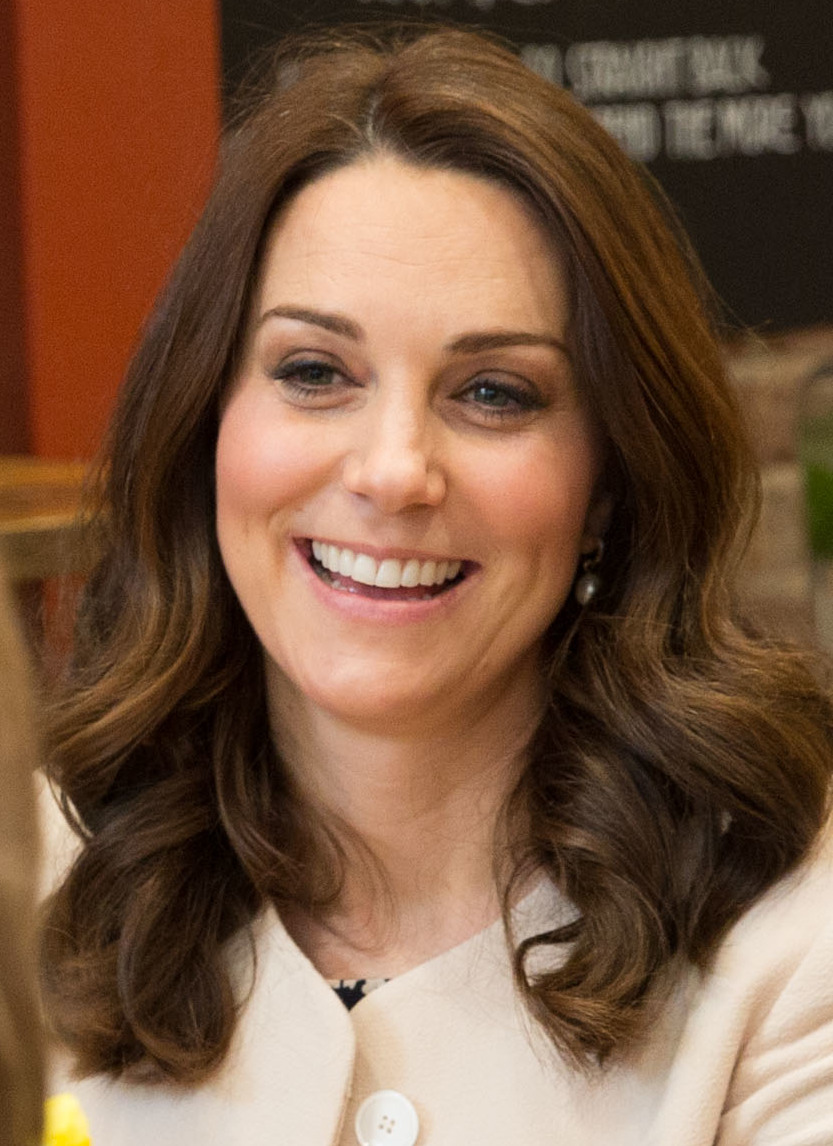
La moglie dell'attuale Duca di Rothesay, Catherine Middleton, è la titolare del titolo di Duchessa di Rothesay, in Scozia.

Duchessa di Rothesay è un titolo di cortesia scozzese conferito alla moglie del Duca di Rothesay dal 1398, ai tempi del primo Duca. Dato l'alto tasso di Duchi morti prima di salire al Trono o che comunque vi sono saliti da minorenni o celibi, vi sono state finora solo otto Duchesse. Un Trono scozzese separato dall'Inghilterra ha cessato di esistere de facto dal 1603, quando Giacomo VI di Scozia salì al Trono d'Inghilterra all'estinzione della Dinastia Tudor, creando un'unione personale tra i due Regni. L'Atto d'Unione del 1707 unì anche de jure i due Regni in quello di Gran Bretagna.
Il titolo di Duchessa di Rothesay è l'equivalente scozzese di quello di Duchessa di Cornovaglia. Dal 1603 il titolo di Duchessa di Rothesay è sempre appartenuto alla Principessa del Galles, che è anche la Duchessa di Cornovaglia; "Duchessa di Rothesay" è dunque il trattamento usato dalla Duchessa di Cornovaglia solo quando è in Scozia.

## Duchesse di Rothesay

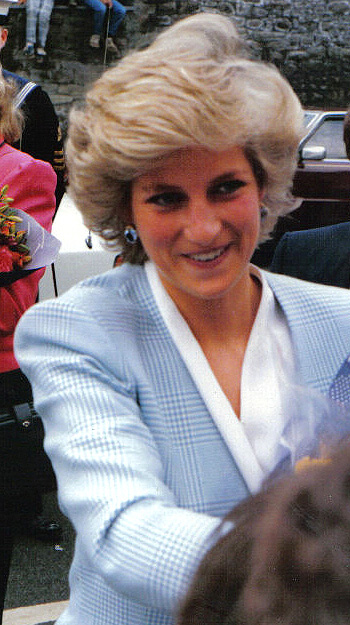
Diana, Principessa del Galles la prima moglie di Carlo, principe di Galles fu Duchessa di Rothesay, ma perse il titolo dopo il divorzio del 1996

Le nove duchesse di Rothesay (e gli estremi temporali della reggenza del titolo per ciascuna di loro) sono le seguenti:
1. Marjorie Douglas (1400–1402) — divenne duchessa vedova quando suo marito, David Stewart, morì come Duca di Rothesay. Marjorie morì nel 1420.
2. Carolina di Ansbach (1714–1727) — divenne regina consorte quando Giorgio II
3. Augusta di Sassonia-Gotha (1736–1751)  — divenne duchessa vedova quando il marito Federico, Principe di Galles morì.
4. Carolina di Brunswick (1795–1820) — divenne regina consorte all'ascesa al trono del marito Giorgio IV
5. Alessandra di Danimarca (1863–1901) — la figlia di Cristiano IX di Danimarca; divenne regina consorte all'ascesa al trono del marito Edoardo VII, dopo un'attesa di 50 anni, il 22 gennaio 1901.
6. Mary di Teck (1901–1910) — regina consorte dall'ascesa al trono del marito Giorgio V. Nella sua vita Mary ebbe i titoli di: Duchessa di York, Duchess of Rothesay, Principessa di Galles, Regina/Imperatrice Consorte e Regina/Imperatrice Vedova.
7. Lady Diana Frances Spencer (1981–1996) — Diana fu la prima moglie di Carlo, Duca di Rothesay. Diana è la persona correntemente più comunemente associata al titolo di Principessa di Galles ed è ricordata per i suoi tentativi di portare la Famiglia Reale Britannica ad un contatto più stretto con il pubblico. Dopo il divorzio da Carlo, Duca di Rothesay, perse il trattamento di Altezza Reale ed assunse quello di una pari divorziata, e cioè il suo primo nome, seguito dal titolo. Se Diana si fosse risposata, qualsiasi diritto sull'uso dei titoli di Duchessa di Rothesay e di Principessa di Galles sarebbe andato perduto definitivamente.[1]
8. Camilla Shand (2005–2022) — la seconda moglie di Carlo, Duca di Rothesay.
9. Catherine Middleton (2022–presente) — moglie di William, Duca di Rothesay.

Alcune Duchesse di Rothesay diventarono Regine consorti, non utilizzando il titolo di Duchessa vedova di Rothesay dopo la morte del marito.